# Victorino Fabra Gil

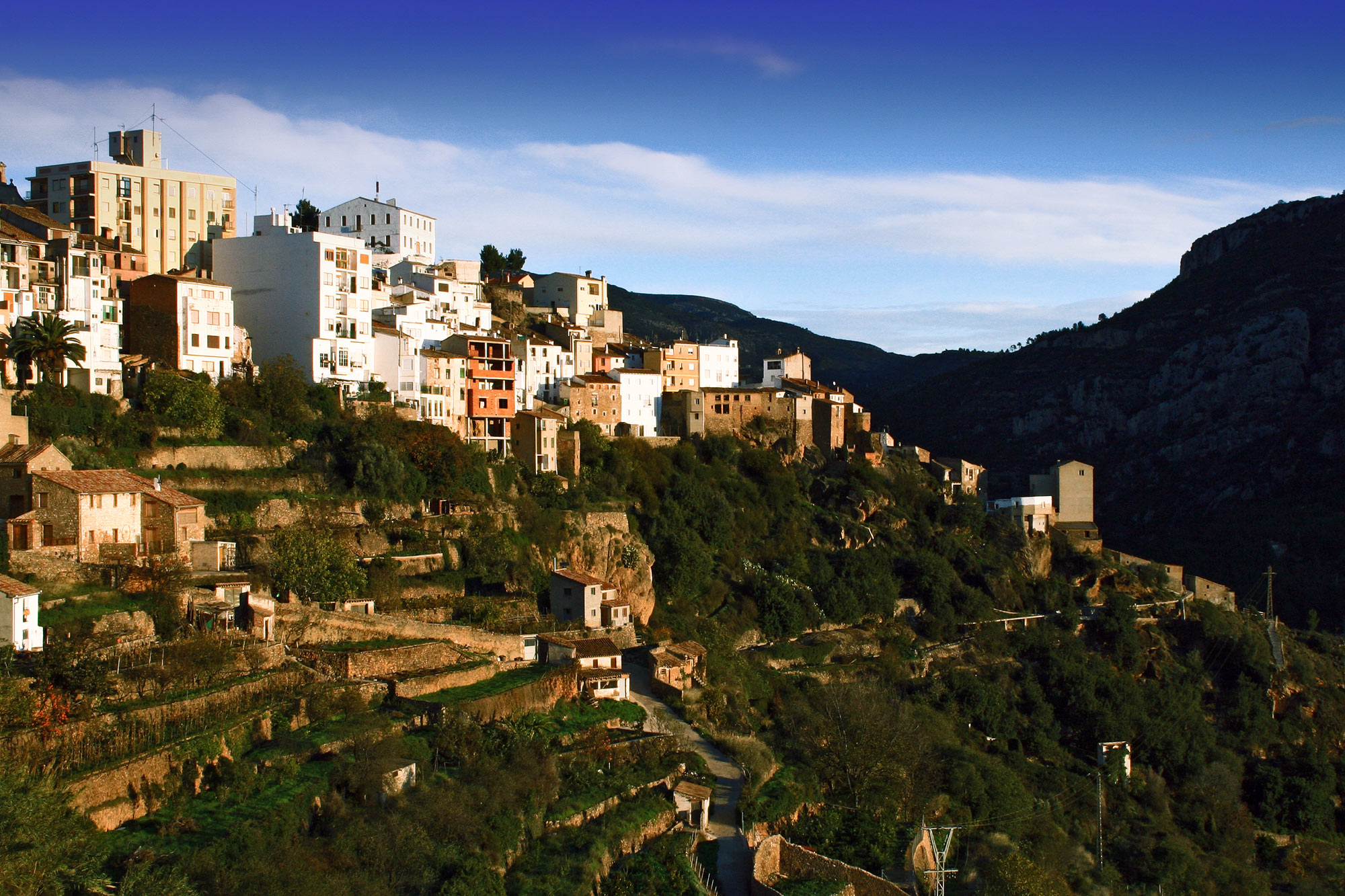
Vista de la localidad de Lucena del Cid.

Victorino Fabra Gil (Lucena del Cid, 9 de noviembre de 1818 - Castellón de la Plana, 9 de febrero de 1893), conocido como El agüelo Pantorrilles, fue un político español.

## Biografía
Hijo de unos tejedores, Tomás Fabra y Manuela Gil, a los 10 años estudió con un sacerdote de Lucena del Cid. En 1834 participa en la Primera Guerra Carlista enrolándose en la compañía de solteros de la milicia liberal lucenense, a medio camino entre el ejército regular y la guerrilla, donde llegaría a teniente. Actúa en acciones armadas en Adzaneta, Benafigos, Montán, Cirat, Puebla de Arenoso y otras localidades, distinguiéndose en Villahermosa del Río y los asedios de Lucena de 1838.
En 1839, durante el importante bloqueo de Lucena por Ramón Cabrera, Fabra sirvió de guía y enlace al general Leopoldo O'Donnell, nuevo comandante en jefe de las tropas cristinas, y que logró levantar el sitio ganando como recompensa el título de Conde de Lucena. Hasta el final de la guerra en 1840, Fabra continuó junto a O'Donnell, lo que hizo que entre ambos se forjara una estrecha relación.
Su labor en la defensa de Lucena le abrió las puertas de la maquinaria administrativa: en 1843 Fabra es recaudador de impuestos de Lucena, en 1850 es nombrado responsable de los depósitos de cereal y en 1852 consigue el puesto de vocal de la comisión local de educación primaria.
En 1854 comienza su carrera política, con su elección como teniente de alcalde de Lucena. Al año siguiente, durante el Bienio Progresista, ayuda al general Carlos Manuel O'Donnell a conseguir el acta de diputado en las Cortes Generales por el distrito de Lucena. A partir de entonces la trayectoria política de Fabra será coincidente con la del Conde de Lucena y posteriormente Duque de Tetuán. Siendo O'Donnell presidente del Consejo de Ministros, Fabra es nombrado en 1859 alcalde de Lucena, cargo que mantendrá hasta 1862. En 1868, al inicio del Sexenio Democrático, y con la ayuda de Carlos O'Donnell, sobrino del entonces ya fallecido I Duque de Tetuán, la Junta Revolucionaria de Lucena le nombrará presidente de la Diputación Provincial, función que desempeñará hasta su muerte.
Desde la Diputación, en la que será presidente o vicepresidente en varias ocasiones, incrementará su patrimonio y ejercerá una fuerte influencia política. Fue jefe del «Cossi», grupo político situacionista que seguía los movimientos del Duque de Tetuán, primero en la Unión Liberal, de 1874 a 1880 en el Partido Liberal-Conservador, en 1881 en el Partido Liberal Fusionista y, en 1890, de vuelta al Partido Liberal-Conservador. Fabra dominó la política provincial controlando las elecciones distritales a Cortes al conseguir escaños durante más de 25 años. En 1879 sus partidarios consiguieron escaños en los siete distritos de la provincia de Castellón. En 1893 murió en su despacho, siendo presidente de la Diputación.